# Марк Эмилий Лепид (консул 126 года до н. э.)
Марк Эми́лий Ле́пид (лат. Marcus Aemilius Lepidus; умер после 126 года до н. э.) — римский политический деятель, консул 126 года до н. э.

## Происхождение
Согласно мнению В. Друманна, этот Лепид был сыном военного трибуна 190 года до н. э. Марка Эмилия Лепида, но канадский историк Г. Самнер и французский генеалог-антиковед Кристиан Сеттипани с ним не согласны и считают его сыном консула 158 года до н. э. Марка Эмилия Лепида и приёмным отцом консула 77 года до н. э. Мамерка Эмилия Лепида Ливиана.

## Биография
В 129 году до н. э. Лепид был назначен претором. Консулом он стал в 126 году до н. э.. Его коллегой был Луций Аврелий Орест.